# キム・スルギ (女優)
キム・スルギ（朝: 김슬기、1991年10月10日 - ）は、韓国の女優。所属は2017年11月時点でフィルム・イット・スダだったが、2019年8月時点以降はnoon companyである。

## プロフィール
盤如高等学校、ソウル芸術大学演劇科を卒業。
2011年の舞台『リターン・トゥ・ハムレット』で女優としてデビュー
。
また同じく2011年、韓国tvNの人気コントバラエティ番組『SNLコリア』シーズン1にてホストと呼称されるスペシャルゲストとして出演し、広く知られるようになった。その後も同番組のシーズン2・3・4でホスト出演。

## 出演作品

### テレビドラマ
- オレのことスキでしょ。（2011年、MBC） - ミュージカル団員 役
- 21世紀家族（朝鮮語版）（2012年、tvN）  - キム・スルギ 役
- 応答せよ1994（2013年、tvN） - スレギの従妹 役 ※特別出演
- となりの美男（2013年、tvN）[1] - キム・スルギ 役
- キレイな男（2013年-2014年、KBS）
- 俺はもうすぐ死ぬ（2014年、KBS）[1] - サラン役
- インヨ姫（朝鮮語版）（2014年、tvN）[1]  - アン・ヘヨン 役
- 恋愛の発見（朝鮮語版）（2014年[6]、KBS） - ユン・ソル 役
- ウォンニョ日記（2014年、MBC） - コンチ 役
- ああ、私の幽霊さま（2015年[6]、tvN） - シン・スネ 役
- ポンダンポンダン 王様の恋[6]（2015年、MBC） - チョン・ダンビ 役
- キルミー・ヒールミー（2015年、MBC） - ホ・スッキ 役 ※特別出演
- 最後から二番目の恋[6]（2016年、SBS） - コ・ミレ 役
- 雲が描いた月明り（2016年、KBS） - 男装内官役 ※特別出演
- 青い海の伝説（2016年-2017年、SBS） 人魚役 ※特別出演[7]

- 恋のゴールドメダル〜僕が恋したキム・ボクジュ（2016年-2017年、MBC） - スルギ 役
- 三つ色のファンタジー（朝鮮語版）恋する指輪（朝鮮語版）（2017年[6]、MBC・ネイバーTV） - モ・ナンヒ 役
- 番人〜もう一度、キミを守る〜 파수꾼（2017年[6]、MBC） - ソ・ボミ 役
- 欠点ある人間たち（2019年-2020年、MBC） - キム・ミギョン役
- ハイバイ、ママ!（2020年、tvN） - シン・スンエ役 ※特別出演
- その男の記憶法（2020年、MBC） - ヨ・ハギョン役
- ラケット少年団（2021年、SBS） - チャンPD役 ※特別出演
- 法に従って愛せ（朝鮮語版）（2022年、KBS） - ハン・セヨン役

### 映画
- ホラー・ストーリーズ2（朝鮮語版）（2013年）[6] - ユン・ミラ 役
- 脱出（2013年） - 声優（学生役）
- 怪しい彼女（2014年） - パン・ハナ 役[6]
- 国際市場で逢いましょう（2014年） - クッスン 役[6]
- その日の雰囲気[6]（2015年） - ホン代理 役 ※特別出演
- プロミス～氷上の女神たち～（朝鮮語版）（2016年） - チョ・ミラン 役[8]
- 月光の宮殿（朝鮮語版）（2016年） ※アニメ映画 - タラミ 役（声の出演）
- 操作された都市（2017年） - ウンペ 役
- 王と道化師たち（2019年）- グン・ドク役
- 高速道路家族（2022年）- ジスク役

### 舞台
- リターン・トゥ・ハムレット（2011年 - 2012年、ソウル特別市）
- 不器用な人々（2012年 - 2013年、ソウル特別市）
- トゥモロー・モーニングショー（英語版）（2013年、ソウル特別市）
- ディセンバー（2013年 - 2014年、ソウル特別市・釜山広域市・大邱広域市）

## 受賞歴
- 2014年 第3回大田ドラマフェスティバル 女性新人賞
- 2014年 KBS演技大賞 女性新人演技賞
- 2015年 第10回マックスムービー最高の映画賞 女性新人女優賞
- 2016年 米国 第4回ドラマ・フィーバー・アワード 女性助演賞[2]
- 2016年 第1回tvN10アワード ベスト・ケミストリー賞、芸能女性部門 Made in tvN -『ああ、私の幽霊さま』[2]
- 2017年 春史大賞映画祭　特別人気賞[9]
- 2020年 MBC演技大賞　水木ミニ部門女子優秀演技賞 -『その男の記憶法』[4]